# Metepeira chilapae
Metepeira chilapae är en spindelart som beskrevs av Chamberlin och Ivie 1936. Metepeira chilapae ingår i släktet Metepeira och familjen hjulspindlar. Inga underarter finns listade i Catalogue of Life.